# Música en espera
Música en espera è un film del 2009 diretto da Hernán A. Golfrid.
Film argentino che ha come protagonisti Natalia Oreiro e Diego Peretti. È uscito nelle sale il 19 marzo del 2009 ed è stato il film più visto nella prima settimana.

## Trama
Il musicista Ezequiel ha pochissimi giorni per realizzare la colonna sonora di un film e non trova l'ispirazione. Chiama la banca per richiedere una dilazione al pagamento dei suoi debiti, sperando di poterli saldare a lavoro terminato; la chiamata viene trasferita da ufficio a ufficio, ed egli viene messo continuamente in attesa. Mentre aspetta che la chiamata venga trasferita ad un altro ufficio, ascolta una musica d'attesa che sembra dargli l'ispirazione, ma l'ascolto viene interrotto da Paula Otero, la viceamministratrice della banca, che risponde al telefono.
Paula è incinta di nove mesi, ma è stata abbandonata dal fidanzato Santiago non appena lo è venuto a sapere. Paula mente alla madre, che vive in Spagna, fingendo di essere felicemente fidanzata, ma i problemi iniziano quando questa, dopo anni, ottiene la cittadinanza spagnola e può finalmente tornare in Argentina per assistere alla nascita del nipotino.
Ezequiel, che vuole assolutamente riascoltare la musica d'attesa che lo stava ispirando, incontra Paula alla banca e le chiede di poterla ascoltare di nuovo. Purtroppo la musica è cambiata e Paula non ha tempo per dedicarsi a queste sciocchezze, mentre cerca di inventare una scusa credibile per motivare l'assenza di Santiago. Ezequiel non si rassegna e vaga per gli uffici di nascosto, cercando disperatamente la musica. Quando viene scoperto dalla Sicurezza e condotto nell'ufficio di Paula, questa si trova proprio alle prese con la madre e, non sapendo cosa fare, presenta Ezequiel come Santiago, il suo presunto fidanzato. Passata la confusione iniziale, i due stringono un accordo: lei lo aiuterà a trovare la musica che cerca se lui continuerà a fingersi Santiago per alcuni giorni. Dopo numerosi tentativi, anche rocamboleschi, Ezequiel non riesce in ogni caso a riascoltare la musica, ma si trova coinvolto nel parto di Paula e da lì trae l'ispirazione che gli serviva per comporre la sua musica. E tra i due protagonisti si crea un nuovo rapporto di affetto, che li spingerà ad abbandonare la finzione ed a trasformarla in realtà.